# Innkreis Autobahn
Innkreis Autobahn er en betegnelse for motorvej A8 i Østrig, der forløber fra knudepunktet Voralpenkreuz, hvor den møder West Autobahn A1 og Pyhrn Autobahn A9 ved Sattledt til den tyske grænse, hvor den videreføres som A3 mod Nürnberg. Motorvejen indgår i europavejsnettet med numrene E56 og E552.
Første del af Innkreis Autobahn fra Wels til grænsen blev bygget i 1980'erne, mens de sidste 11 kilometer først blev åbnet i 2003 efter mange års diskussion om de miljømæssige konsekvenser ved motorvejen.
|  | Denne artikel kan blive bedre, hvis der indsættes geografiske koordinater Denne artikel omhandler et emne, som har en geografisk lokation. Du kan hjælpe ved at indsætte koordinater i wikidata. |